# 布瓦隆德-托內爾
布瓦隆德-托內爾，(1776年6月6日-1806年10月24日)，海地作家與歷史學家，他也是海地獨立宣言的起草人与海地皇帝让-雅克·德萨林（雅克一世）的秘書。他也以撰寫海地歷史備忘錄而聞名。
托內爾生於海地西南的托貝克，他是穆拉托人，父親是一位法裔木匠。托內爾在法語是雷電之意，當他還是嬰兒時，曾在搖籃被雷擊，他的父親驚訝於兒子沒受傷。他的父親後來送他到巴黎讀書，他在1789年返回法屬聖多明各參與革命。
让-雅克·德萨林在10月17日被暗殺後8天，他也被處決。
他曾說:“為了我們的獨立宣言，我們應該用白人的皮膚做羊皮紙，用他的頭骨做墨水瓶，用他的血做墨水，用刺刀做筆！”